# Finale della Coppa d'Asia 2007
La finale della Coppa d'Asia 2007 si disputò il 29 luglio 2007 al Gelora Bung Karno Stadium a Giacarta, in Indonesia, tra le nazionali di Iraq e Arabia Saudita. A vincere la finale furono i mesopotamici, che vinsero 1-0 e ottennero il loro primo trofeo (e per ora unico) nella massima competizione tra nazionali maschili asiatiche.

## Le squadre
| Squadra        | Finali (o spareggi) disputate in precedenza (il grassetto indica la vittoria) |
| -------------- | ----------------------------------------------------------------------------- |
| Iraq           | Nessuna partecipazione                                                        |
| Arabia Saudita | 5 (1984, 1988, 1992, 1996, 2000)                                              |

## Antefatti
Durante gli anni '80, l'Iraq era forse la miglior squadra del Medio Oriente: si era infatti qualificato alla fase finale dei Mondiali di calcio 1986, alla sua unica partecipazione (era poi finito ultimo nel suo girone dopo aver perso contro Argentina, Belgio e i padroni di casa del Messico), e aveva vinto tre edizioni della Coppa delle nazioni del Golfo (1979, 1984 e 1988). Il calcio iracheno degli anni '80 e '90 era però controllato da 'Uday Saddam, figlio maggiore del famigerato dittatore Saddam Hussein noto per la sua estrema crudeltà e il suo notevole sadismo; conscio di non poter succedere al padre per via del suo carattere, 'Uday aveva dominato almeno il mondo dello sport iracheno, ed era divenuto presidente sia del comitato olimpico nazionale che dell'associazione calcistica. Il suo gusto per il calcio era cresciuto dopo che aveva fondato un nuovo club, Al-Rasheed, attraverso il quale usò ogni mezzo a sua disposizione per dominare la Prima Lega irachena costringendo le altre squadre a concedergli i loro migliori calciatori. I giocatori che fossero o meno di sua proprietà venivano torturati, e quelli che giocavano male venivano picchiati e rasati. La frequenza delle torture aumentò prima con la guerra Iran-Iraq (durata dal 1980 al 1988 e con una stima di circa un milione di vittime), e poi con la prima guerra del golfo (1990-1991), gravi conflitti che portarono alle conseguenti sanzioni e agli isolamenti internazionali. La crescente violenza del sadico 'Uday portò molti calciatori a lasciare tutto e trasferirsi nei paesi limitrofi, tra cui la Giordania; molti raccontarono le loro storie, tra cui una partita con una palla di cemento perché la nazionale non era riuscita a qualificarsi ai mondiali di calcio 1994, oppure la tortura di tre giocatori nei sotterranei del QG olimpico iracheno dopo che l'Iraq era stato eliminato nella Coppa d'Asia 2000 ai quarti di finale dal Giappone, futuro vincitore dell'edizione.
Durante la seconda guerra del golfo, la coalizione anti-Saddam guidata dall'esercito statunitense contribuì alla morte del dittatore e dei suoi figli, tra cui lo stesso 'Uday, per poi scoprire i loro mezzi di tortura. Nonostante fosse libero dalla tirannia, l'Iraq era però ancora travagliato dal caos che il dittatore e la sua progenie si erano lasciati dietro, perché era ancora preda di una guerra civile, causata dalla forte rivalità tra i musulmani sciiti e quelli sunniti, le sue due maggiori fazioni religiose, e di una guerra tribale che imperversava il paese. Questo provocò nuove emigrazioni verso i paesi limitrofi e l'Europa, e gli iracheni che raggiunsero la Giordania arrivarono a un milione, concentrandosi soprattutto nella sua capitale Amman.
Nel 2004, si riuscì a mandare una squadra di giocatori alle Olimpiadi in Grecia, ma il loro allenatore qualificato, il tedesco Bernd Strange, si ritirò prima del torneo perché temeva per la sua vita dopo che il suo autista era stato ferito mortalmente da una sparatoria. Il torneo olimpico maschile vide l'Iraq farsi valere lo stesso con numerosi talenti, tra cui il centravanti curdo Hawar Mulla Mohammed, il centrocampista Nashat Akram e il giovane attaccante Younis Mahmoud, che contribuì al 4-2 contro il Portogallo ai quarti. Alla fine, l'Iraq perse la semifinale contro il Paraguay, e poi la finale del terzo posto contro l'Italia, ma il valore di quei talenti che avevano partecipato al torneo si rivelò non poco fondamentale per il trionfo continentale dei mesopotamici.
Nel 2005 iniziarono le qualificazioni alla Coppa d'Asia 2007, la cui fase finale, per la prima volta nella storia della competizione, si sarebbe svolta non in una sola nazione, ma ben quattro, ossia Indonesia, Malaysia, Thailandia e Vietnam. La nazionale irachena fu sorteggiata nel gruppo E delle qualificazioni insieme a Cina, Palestina e Singapore, e tutte le partite che disputò in casa si tennero ad Al Ain, negli Emirati Arabi Uniti, perché in quegli anni, dato che ogni giorno vi erano circa 100 vittime, l'Iraq non poteva ospitare nulla. La nazionale mesopotamica iniziò perdendo 2-0 contro il Singapore, ma poi si riscosse e finì primo nel girone con 11 punti (al pari della Cina), tre vittorie, due pareggi e la sola sconfitta contro il Singapore. I preparativi erano però scarsi: dopo la qualificazione, la nazionale si era trasferita ad Amman, perché, oltre alle minacce di morte dai gruppi miliziani fanatici (che detestavano il fatto che sunniti, sciiti e curdi giocassero tutti insieme nella nazionale), c'erano anche i tentativi di vari gruppi criminali di estorcere i calciatori minacciando loro e le loro famiglie, e i giocatori dovevano dunque abbandonare il proprio paese (Mohammed dichiarò che si allenava con una mitragliatrice, il portiere Noor Sabri aveva perso il fratello adottivo poco prima del torneo, e il centrocampista Haitham Kadhim aveva visto un suo compagno di squadra venire ucciso durante una partita); inoltre, la federcalcio irachena faticò a garantire la fornitura dei kit da gioco ai calciatori, tanto che ognuno di loro era in possesso di un solo completo, da portare con sé ovunque andasse. Qui entrò in gioco il brasiliano Jorvan Vieira, un allenatore convertitosi all'Islam e che aveva già avuto fortuna in Nord Africa come tale. L'allenatore era certo di essere entrato nella tana dei leoni: aveva già perso il suo fisioterapista in un bombardamento kamikaze, e aveva udito che la sua squadra di giovani di taekwondo non era riuscita a raggiungere Amman, perché tutti i suoi membri erano stati giustiziati e gettati in fosse comuni vicino al confine con la Giordania. Nei due mesi che precedettero il torneo, Vieira riuscì però a portare la calma tra i giocatori, la cui nazionale era un esempio di coesistenza pacifica di sciti, sunniti e curdi.

## Cammino verso la finale
Al torneo del 2007, l'Iraq fu sorteggiato nel gruppo A, capitanato dai padroni di casa della Thailandia e comprendente l'Oman e l'Australia (quest'ultima alla sua prima partecipazione alla Coppa d'Asia a seguito dello spostamento dall'OFC all'AFC avvenuto l'anno prima). Il 7 luglio, il Rajamangala National Stadium di Bangkok fu teatro della partita inaugurale del torneo, e vide i padroni di casa della Thailandia affrontare l'Iraq: qui il cammino dei mesopotamici iniziò in sordina, con la partita che finì 1-1 dopo che al rigore del siamese Sutee Suksomkit a soli 6 minuti dal fischio d'inizio aveva risposto Mahmoud circa mezz'ora dopo.
Il 13 luglio, arrivò il secondo avversario dell'Iraq, l'Australia, che era composta da molti calciatori militanti nella Premier League inglese e che i pronostici indicavano tra le favorite per la vittoria del torneo. Il primo tempo finì però 1-0 per i mesopotamici, grazie al gol di Nashat Akram su punizione al 23°; Mark Viduka segnò il gol del pareggio poco dopo l'inizio della ripresa, ma Mohammed riportò i Leoni della Mesopotamia in vantaggio, che fu poi allungato da Karrar Jassim poco prima della fine. La clamorosa vittoria contro gli ex-oceanici, oltre ovviamente a stupire il mondo, segnò per i mesopotamici la precoce qualificazione ai quarti. Il 16 luglio 2007, fu infine la volta dell'Oman, e il pareggio per 0-0 fu comunque sufficiente per confermare la qualificazione irachena alla fase finale.
Giunto ai quarti, l'Iraq affrontò il Vietnam, l'unica delle quattro nazionali ospitanti ad aver superato i gironi: i mesopotamici andarono subito in vantaggio con Mahmoud a soli due minuti dal fischio d'inizio, e raddoppiarono al 66° sempre con l'attaccante di Al-Gharafa, accedendo così alle semifinali per la seconda volta nella propria storia. La partita successiva vide invece l'Iraq affrontare la Corea del Sud, che l'aveva battuto per 3-0 in un amichevole di appena qualche settimana prima e che ora aveva battuto gli iraniani ai rigori. Stavolta la vittoria finale arrise ai mesopotamici: sia i regolamentari che i supplementari finirono a reti bianche, e la partita fu decisa alla lotteria ai rigori, anche stavolta per i coreani. Lee Chun-soo segnò per primo di destro, così come Mohammed e Lee Dong-gook, mentre Munir centrò la rete superiore. Cho Jae-Jin segnò invece di sinistro, mentre Abdul-Amir segnò il suo penalty nonostante la palla fu parzialmente trattenuta dal portiere coreano Lee Woon-Jae. La lotteria ebbe però una svolta decisiva con Noor Sabri che parò il sinistro di Yeom Ki-Hoon, mentre Mnajed spiazzò Woon-Jae con un tiro alto a sinistra. A porre il sigillo fu il palo Kim Jung-woo, che portò gli iracheni in finale della Coppa d'Asia per la prima volta nella loro storia.
Dopo la vittoria alle semifinali, ci fu festa tra le strade della capitale irachena di Baghdad, ma un terrorista kamikaze, avvicinatosi a un chiosco di gelati pieno di spettatori in festa, si fece saltare in aria mietendo 30 vittime; poco dopo morirono altre 20 persone per mano di kamikaze, a cui si aggiunsero altre cinque morti accidentali a causa di qualcuno che sparava in aria per festeggiare la vittoria. Vedendo in televisione quel disastro che aveva spezzato la gioia della vittoria, e da essa indirettamente causato, la nazionale irachena meditò di ritirarsi dalla competizione e concedere la vittoria finale a tavolino all'altra finalista, l'Arabia Saudita (che la sera stessa aveva sconfitto il Giappone campione in carica). Poco dopo, però, sempre in televisione apparve il videomessaggio di una donna, nota come Umm Haider, il cui figlio Haider era una delle vittime dell'attentato: la donna scongiurò ai giocatori di continuare a giocare, e dichiarò che non avrebbe sepolto suo figlio fino a quando essi non fossero tornati vincitori.
Durante le partite dell'Iraq, l'Arabia Saudita era stata sorteggiata nel gruppo D insieme a Corea del Sud, Indonesia e Bahrein: dopo l'1-1 contro la prima, i sauditi avevano poi vinto 2-1 contro la seconda e 4-0 contro il terzo, finendo primi nel girone con 7 punti seguiti dai coreani. Ai quarti, avevano poi battuto per 2-1 contro l'Uzbekistan secondo nel gruppo C, e poi il Giappone stesso per 3-2.

### Tabella riassuntiva del percorso
| Squadra    | Pt | G | DR |
| ---------- | -- | - | -- |
| Iraq       | 5  | 3 |    |
| Australia  | 4  | 3 | +2 |
| Thailandia | 4  | 3 | -2 |
| Oman       | 2  | 3 |    |

| Squadra        | Pt | G |
| -------------- | -- | - |
| Arabia Saudita | 7  | 3 |
| Corea del Sud  | 4  | 3 |
| Indonesia      | 3  | 3 |
| Bahrein        | 3  | 3 |

## Descrizione della partita
La partita iniziò con entrambe le squadre che partirono con le stesse formazioni alle semifinali. L'Iraq dominò il primo tempo, e tentò il vantaggio fin da subito con Qusay Munir, Younis Mahmoud e Karrar Jassim, che però, pur superando la difesa saudita, non riuscirono a dare i frutti sperati. Al secondo tempo, i sauditi contrattaccarono con un tiro dalla distanza di Taisir Al-Jassim, parato da Noor Sabri, ma poi subirono una duplice occasione gol irachena da parte di Younis Mahmoud e Nashat Akram da vicino, parate in poco tempo da Yasser Al Mosailem. Dopo che la difesa saudita fu ulteriormente messa alla prova dalla creatività di Nashat Akram a centrocampo con altre conseguenti occasioni gol per l'Iraq, il risultato si sbloccò finalmente al 73°: la palla corner di Hawar Mulla Mohammed sorvolò il portiere saudita Al Mosailem e Younis Mahmoud la colpì di testa e insaccò in rete. Galvanizzato dal risultato, l'Iraq continuò ad attaccare, e per poco non raddoppiò con Mahmoud, il cui tiro fu parato Al Mosailem. Ai minuti di recupero, il tiro di testa dell'attaccante saudita Malek Maaz andò sopra la traversa, sventando lo spettro del pareggio. Quella fu l'ultima occasione, e il seguente triplice fischio dell'arbitro segnò la fine della partita, e l'assegnazione della prima Coppa d'Asia ai Leoni della Mesopotamia.

## Tabellino
| Arbitro: | Mark Shield |

|             |           |  |
| Mahmoud 72’ | Marcatori |  |

| Iraq | Arabia Saudita |

| GK            | 22 | Noor Sabri           |     |     |
| RB            | 2  | Jassim Ghulam        |     |     |
| CB            | 3  | Bassim Abbas         |     | 89’ |
| CB            | 5  | Nashat Akram         |     |     |
| LB            | 10 | Younis Mahmoud       | 38’ |     |
| RM            | 11 | Hawar Mulla Mohammed |     |     |
| CM            | 13 | Karrar Jassim        | 24’ | 83’ |
| CM            | 14 | Haidar Abdul-Amir    |     |     |
| LM            | 15 | Ali Rehema           | 75’ |     |
| CF            | 18 | Mahdi Karim          |     | 90’ |
| CF            | 24 | Qusay Munir          | 9’  |     |
| Sostituzioni: |    |                      |     |     |
| FW            | 16 | Ahmad Mnajed         |     | 83’ |
| MF            | 7  | Ali Abbas            |     | 89’ |
| MF            | 8  | Ahmed Abid Ali       |     | 90’ |
| Allenatore:   |    |                      |     |     |
| Jorvan Vieira |    |                      |     |     |

| GK              | 1  | Yasser Al Mosailem     | 43’ |     |
| RB              | 3  | Osama Hawsawi          |     |     |
| CB              | 7  | Kamel Al-Mousa         |     |     |
| CB              | 9  | Malek Mouath           |     |     |
| LB              | 14 | Saud Khariri           | 15’ |     |
| CM              | 15 | Ahmed Al-Bahri         |     | 84’ |
| CM              | 16 | Khaled Aziz            |     |     |
| CM              | 17 | Taisir Al-Jassim       |     | 76’ |
| RW              | 18 | Abdulrahman Al-Qahtani |     | 46’ |
| CF              | 19 | Waleed Jahdali         | 38’ |     |
| LW              | 20 | Yasser Al-Qahtani      |     |     |
| Sostituzioni:   |    |                        |     |     |
| MF              | 30 | Ahmed Al-Mousa         |     | 46’ |
| MF              | 28 | Abdoh Otaif            |     | 76’ |
| FW              | 11 | Saad Al-Harthi         |     | 84’ |
| Allenatore:     |    |                        |     |     |
| Hélio dos Anjos |    |                        |     |     |

| Uomo partita: - Nashat Akram Assistenti arbitrali: - Begench Allaberdiyev - Mohamed Saeed Quarto uomo: - Saad Kamil Al-Fadhli |

## Statistiche
| Statistiche       | Iraq | Arabia Saudita |
| ----------------- | ---- | -------------- |
| Reti segnate      | 1    | 0              |
| Tiri totali       | 14   | 5              |
| Possesso palla    | 52%  | 48%            |
| Cartellini gialli | 4    | 2              |
| Cartellini rossi  | 0    | 0              |

## Conseguenze
Dopo la vittoria, Nashat Akram fu nominato Most Valuable Player della partita, mentre il connazionale Younis Mahmoud vinse il premio di MVP del torneo e con il suo gol nella finale condivise il titolo di capocannoniere con il saudita Yasser Al-Qahtani e il nipponico Naohiro Takahara. Il cronista calcistico Simon Hill descrisse la partita come una delle più grandi vittorie da favola del calcio, notando come la nazionale irachena fosse rimasta senza allenatore fino a due mesi prima del torneo, tra i problemi di allenamento e viaggi in trasferta.
Tornati a casa, i giocatori della nazionale tornarono a Baghdad, dove furono accolti dal primo ministro Nuri al-Maliki e da Umm Haider, in mezzo a un'intera popolazione festante; la nazionale ottenne persino i complimenti dal resto del mondo per aver unito un paese dilaniato dalla guerra. Il centrocampista Nashat Akram, che dopo la partita si espresse dicendo "c'è solo un popolo iracheno" a cui fu dedicata la vittoria, descrisse le pessime condizioni e preparazioni che la nazionale affrontò prima del torneo, e svelò che già erano stati prenotati i biglietti per tornare a casa dato che si pronosticava l'eliminazione mesopotamica ai gironi. Younis Mahmoud criticò apertamente l'occupazione statunitense che considerava una delle cause della rovina dell'Iraq: "Voglio che gli Stati Uniti se ne vadano. Oggi, domani o dopodomani, ma che escano." Mahmoud fu poi nominato al premio World Player of the Year dalla FIFA, e intanto si spostò a Qatar dopo che gli fu impossibilitato un viaggio in Europa date le restrizioni della VISA sulla sua famiglia; i suoi connazionali Akram e Mohammed riuscirono invece a raggiungere quel continente. Vieira si dichiarò invece orgoglioso della vittoria della sua nazionale nonostante le sue preparazioni limitate, ma si ritirò poco dopo il torneo, ritenendo impossibile il suo lavoro da allenatore.
Dopo il mese di luglio 2007, le statistiche militari statunitensi dichiararono che il numero di vittime tra i civili era sceso da 26.000 a 10.000, tutto per merito di una squadra composta da giocatori sciti, sunniti e curdi che per un breve tempo aveva unito una nazione straziata dalla guerra.